# Ahmad Shah Masud
Ahmad Shah Masud (Bazarak, Afganistán, 2 de septiembre de 1953 - Khaja Baha'u'llah, 9 de septiembre de 2001) fue un señor de la guerra y muyahidín afgano y aclamado líder político y militar durante las guerras de Afganistán. Fue declarado Héroe Nacional por el expresidente Hamid Karzai. En mayo de 2012 el Parlamento declaró en conmemoración a su muerte el día 9 de septiembre de cada año como Día de los mártires y Ahmad Shah Masud.
Se convirtió en una de las figuras centrales en la resistencia contra la ocupación soviética, entre el año 1979 y 1989. A partir de la salida de los soviéticos del país después del ascenso al poder de los talibanes en 1996, Masud, que rechazaba su interpretación fundamentalista del islam, regresó a la oposición armada. Sirvió como líder militar y político del Frente Islámico Unido (también conocido como Alianza del Norte). Sus seguidores lo llaman Āmir Sāhib-e Shahīd ("Nuestro amado comandante mártir").
Su asesinato se produjo solo dos días antes de los atentados del 11 de septiembre de 2001 en EE. UU. y tenía como objetivo dificultar la probable invasión estadounidense que se produciría en Afganistán después del atentado.

## Primeros años
Ahmad Shah Masud, hijo de un funcionario de la monarquía afgana, nació en la aldea de Jangalak, en el Valle de Panjshir. Del nombre de este valle, que en persa significa "cinco leones", deriva su apodo "Shir-e Panjshir", es decir "el León de Cinco Leones", o "el León de Panjshir", siendo esta última la variante más usada en la prensa mundial.
Desde su nativa zona del Panjshir, su familia se mudó brevemente a Herat y luego a Kabul, en donde Masud pasó la mayor parte de su niñez. Según testimonio de una de sus hermanas, su padre tenía una biblioteca grande con muchos libros de Saadi, Bedil, Maulana (Jalaluddin Rumi) y Farid al Din Attar, entre otros.
Estudió en el Liceo Francés Isteqlal de Kabul y luego ingresó en la Escuela Politécnica de Kabul para estudiar ingeniería. Podía hablar varias lenguas.

## Lucha contra el régimen de Daud
En 1973 Mohammed Daud Khan dio un golpe de Estado, por lo que Masud viajó a Peshawar para unirse a la oposición islamista dirigida por Burhanuddin Rabbani, a través de Sazman-i Jawanan-i Musulman (Organización de Jóvenes Musulmanes), rama estudiantil de Jamiat-i Islami (Sociedad Islámica). En esa época, la Universidad de Kabul era un centro de debate y activismo político.
En 1975 regresó a Panjshir para participar del levantamiento de la región, pero tras el fracaso del intento de golpe de Estado, éste  fue aplastado. Masud escapó y continuó con las actividades clandestinas. La Sociedad Islámica se dividió entre los seguidores de las fuerzas más moderadas alrededor de Masud y Rabbani, que lideraban Jamiat-i-Islami, y elementos más radicales que rodeaban a Gulbuddin Hekmatyar, que fundó Hezbi Islami. Durante cinco años integró una milicia compuesta por una centena de hombres armados con antiguos fusiles.

## Lucha contra los comunistas
Más tarde continuó la guerrilla contra la República Democrática de Afganistán y el Ejército Soviético, que en los últimos días de 1979 había intervenido el país (véase guerra de Afganistán (1978-1992)). En 1984, creó y encabezó el Consejo de Supervisión, que se convirtió rápidamente en el centro político de todo el norte afgano extendiendo su influencia sobre 15 de las 29 provincias. Como comandante de la facción Jamiat-e Islami convirtió el valle de Panjshir en el escenario de las operaciones más importante de los muyahidines, derrotando tropas del Ejército Soviético en nueve ocasiones.

## Ministro de Defensa
En los años noventa, tras la caída del régimen prosoviético, y con el apoyo de las Naciones Unidas, la mayoría de los partidos políticos afganos decidió nombrar un gobierno nacional legítimo para suceder al gobierno anterior, por medio de un arreglo entre élites. Mientras los líderes de partidos afganos residían en Peshawar, la situación militar alrededor de Kabul en lo que respecta a los comandantes internos era tensa. El proceso de paz de las Naciones Unidas de 1991 produjo algunas negociaciones, pero el arreglo intentado por las élites no ocurrió.
En abril de 1992, los líderes de la resistencia en Peshawar trataron de negociar un arreglo. Masud apoyaba el proceso de Peshawar de establecer un gobierno de amplia coalición que incluyera todos los partidos de la resistencia, pero Hekmatyar trató de convertirse en el único gobernante de Afganistán. El 24 de abril de 1992, los líderes en Peshawar firmaron el Acuerdo de Peshawar, estableciendo el Estado Islámico de Afganistán posterior al gobierno prosoviético. La creación del Estado Islámico fue aceptado por la Asamblea General de las Naciones Unidas y se reconoció al Estado Islámico de Afganistán como la entidad legítima que representó a Afganistán hasta junio de 2002, cuando se estableció su sucesor, la República Islámica de Afganistán, bajo el gobierno interino de Hamid Karzai. Bajo el Acuerdo de Peshawar, se le otorgó el Ministerio de Defensa a Masud mientras que se le dio el puesto de primer ministro a Hekmatyar. Hekmatyar se negó a firmar. Con la excepción de Hezb-e Islami de Hekmatyar, todos los otros partidos de la resistencia en Peshawar se unificaron bajo este acuerdo de paz compartiendo el poder en abril de 1992, en un gobierno presidido por Burhanuddin Rabbani en ese marco de guerra civil.
Tras la caída del gobierno de Rabbani y el ascenso de los talibán al poder, Masud se convirtió en el líder militar de la Alianza del Norte, una coalición de varios grupos contrarios a los talibanes, que controlaban la mayor parte del país, mientras las fuerzas de Masud se vieron obligadas a retirarse al norte de Afganistán. Controlaban aproximadamente el 10 % del territorio y acaso un 30 % de su población.

## Asesinato
Masud ya había sobrevivido a un sinnúmero de intentos de asesinato a lo largo del período de 26 años. El primer intento de acabar con su vida fue llevado a cabo por Hekmatyar y dos agentes del ISI de Pakistán en 1975.

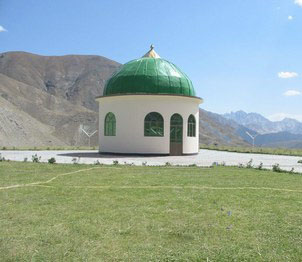
Tumba de Ahmad Shah Masud.

Masud fue víctima de un atentado suicida perpetrado por Al-Qaeda en Khvajeh Ba Odin el 9 de septiembre de 2001, dos días antes de los atentados del 11 de septiembre de 2001 en los Estados Unidos, cuando un supuesto periodista hizo estallar la bomba que llevaba en el interior de su cámara, durante una entrevista. Masud murió en el helicóptero que lo llevaba a un hospital. El funeral contó con la presencia de cientos de miles de personas.

## Valoraciones
Según algunas perspectivas, Masud fue muy promocionado desde Occidente, especialmente Estados Unidos (al estar vinculado con la CIA, como muchos otros miembros de las facciones muyahidines afganas) y Francia. Masud había sido nombrado «el afgano que ganó la guerra fría» por el Wall Street Journal. Desde otros puntos de vista, los Estados Unidos casi no proporcionaron ayuda a Masud. Parte de la razón era que esto es que Estados Unidos permitía que Pakistán administrara la financiación y distribución de armas, lo que favorecía al líder rival de los muyahidines, Gulbuddin Hekmatyar.
Se ha señalado que Masud y su facción eran «islamistas moderados»: él firmó la Declaración de los Derechos Esenciales de las Mujeres Afganas, redactada por mujeres afganas, en septiembre del año 2000, que establecía igualdad de los sexos frente a las leyes y el derecho de las mujeres a la participación política, educación, trabajo, libertad de movimiento y habla; en al menos dos casos conocidos Massoud intervino personalmente contra los matrimonios forzados; declaró su convicción de que varones y mujeres eran iguales y debían tener los mismos derechos. En las zonas de Masud, las mujeres y niñas no tenían que usar la burqa afgana según las leyes. Se les permitía trabajar y asistir a la escuela. Aunque era una época de guerra, Masud intervino personalmente contra casos de matrimonios forzados en favor de las mujeres para que pudieran elegir por sí mismas.
Aunque Masud había expresado su convicción personal de que los varones y las mujeres eran iguales y debían gozar de los mismos derechos, también tenía que lidiar con tradiciones afganas que él decía que se superarían en una o más generaciones. En su opinión, solo podía lograrse mediante la educación.
Sin embargo, esto ha sido cuestionado por otros. Imtiaz Gul, importante periodista afgano, dijo que Masud era tan fundamentalista como los otros muyahidines y que a pesar de que también se dijo que no era tan misógino como los talibanes, Masud nunca dejó que su mujer revelara su rostro, ni siquiera a su hermano. También coincide en esta opinión el periodista español Gervasio Sánchez.
Masud fue uno de los responsables de arrasar Kabul junto con su rival Gulbuddin Hekmatyar, así como de mantener prisiones donde se aplicaban torturas y de que su milicia era responsable de masacres, torturas, mutilaciones y violaciones sexuales masivas contra civiles indefensos.
Desde otra perspectiva, Anthony Davis, que estudió y observó las fuerzas de Masud desde 1981 hasta 2001, informó que durante el período observado, no hubo "un modelo de matanzas repetidas de civiles enemigos o prisioneros militares" por parte de las fuerzas de Masud. Según el testimonio del ingeniero Mohammad Eshaq, "Creo que la gente le echaba la culpa a Masud porque esperaban que él garantizara la fiabilidad de todas las tropas, y al mismo tiempo mantuviera el control de los muyahidines en Kabul y ayudara a
todos. Aquellos que lo criticaron admiten que nunca tuvieron pruebas de que Masud ordenara ninguna matanza. No solo no las ordenó, sino que lo afligían profundamente. Recuerdo que una vez, en una cena durante el Ramadán, Masud comentó que algunos comandantes tenían una conducta inaceptable y que estaba tratando de llevarlos ante la justicia, incluso hasta de mandarlos
a la cárcel".
También se lo ha señalado a Masud como el responsable de la quema de cientos de libros cuando entró en la capital, y de permitir el saqueo del Museo de Kabul, así como de beneficiarse personalmente con la venta de las riquezas afganas en el mercado negro internacional.
Otras fuentes señalan, sin embargo, que "en 1993, Masud creó la Fundación Cooperativa de Cultura Mohammad Ghazali (Bonyad-e Farhangi wa Ta’wani Mohammade Ghazali). Convocó a participar en esta fundación a científicos,
eruditos, autores y artistas, sin considerar sus ideologías. (...) Después de que Hezb-e-Islami quemara Matbo’a ye Dawlatti (la editorial estatal), todos los periódicos, revistas y diarios semanales fueron impresos por la Fundación Ghazali. Masud quería asegurar la libertad de prensa a pesar de las condiciones difíciles. (...) Pasó la última semana de su vida con intelectuales y artistas. Invitó a diferentes personalidades afganas, de dentro y fuera del país, para hablar de la posibilidad de crear una fundación que congregara a todos los escritores, poetas y eruditos afganos residentes en el país y a los de la diáspora. Estaba esforzándose por revitalizar la herencia cultural de Afganistán en oposición a toda la destrucción hecha por los talibanes."
Otro testimonio indica que "una vez que Masud entró en Kabul, estableció el gobierno y se convirtió en ministro de defensa. Empezaron a producirse saqueos. Un día, en viaje desde Kabul a Shamali, vio un camión de remolque que le despertó sospechas. Lo detuvo y cuando abrieron la parte de atrás vio productos, cosas que pertenecían a otra gente, probablemente tomadas de casas u oficinas gubernamentales. Los acusó: “Ustedes son ladrones, están tratando de robar”. Luego vio su propia foto en la parte de atrás del camión; la gente trataba de utilizar el nombre y la foto de Masud para adquirir poder o aprovecharse de la situación. Él les dijo: “Primero, quiten esa foto de su líder, el líder de ladrones”. A su manera, les estaba diciendo: “Escuchen, si ustedes dicen que soy su líder y se comportan así, en eso me convierten, en un líder de ladrones” (Farid Amin)".
Después de su muerte, parlamentarios franceses lo nominaron al Nobel de la Paz. En 2004, su hermano Ahmad Zia Masud fue designado vicepresidente de Afganistán. Ese gobierno, presidido por Hamid Karzai, reivindica a Masud y estableció la fecha de su muerte como una conmemoración oficial denominada «Día del Mártir Nacional». En septiembre de 2003, el correo oficial francés emitió un sello postal con su efigie, en conmemoración del segundo aniversario de su muerte.